# War Pony
War Pony är en amerikansk dramafilm från 2022. Filmen är regisserad av Gina Gammell och Riley Keough efter ett manus av Franklin Sioux Bob, Bill Reddy och Gammell.
Filmen hade biopremiär i Sverige den 4 augusti 2023, utgiven av NonStop Entertainment.

## Handling
Filmen kretsar kring två unga män som längtar bort från reservatet Pine Ridge där de bor. Livet utanför reservatet är inte alltid lätt och de håller sig inte alltid inom lagens ramar.

## Rollista (i urval)
- Jojo Bapteise Whiting – Bill
- Ladainian Crazy Thunder – Matho
- Jesse Schmockel – Echo
- Sprague Hollander – Tim
- Wilma Colhof – Mama
- Iona Red Bear – Auntie
- Woodrow Lone Elk – Dusty